# Batalla del Cráter

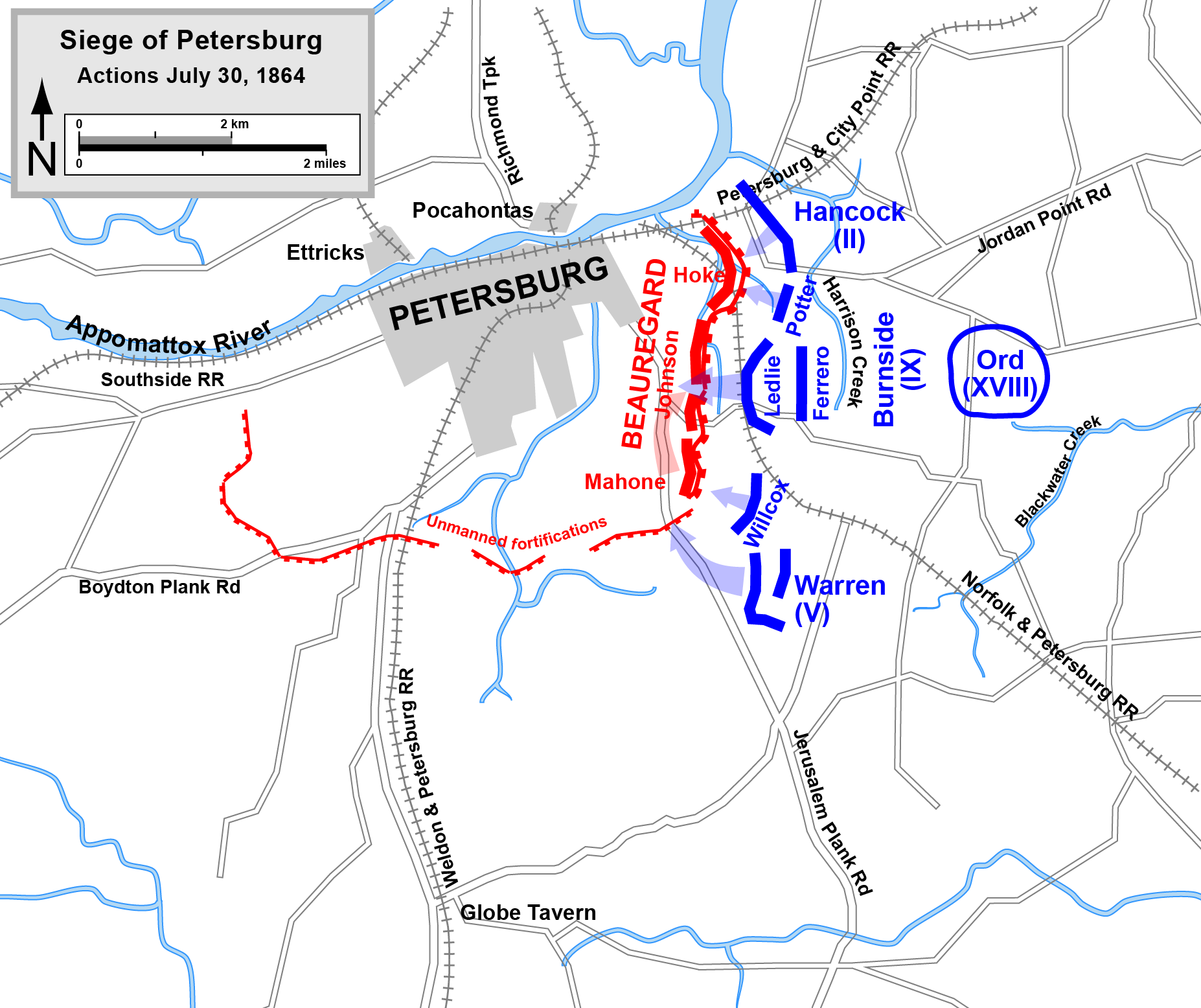
Asedio de Petersburg, Batalla del Cráter, 30 de julio de 1864
Confederación
Unión

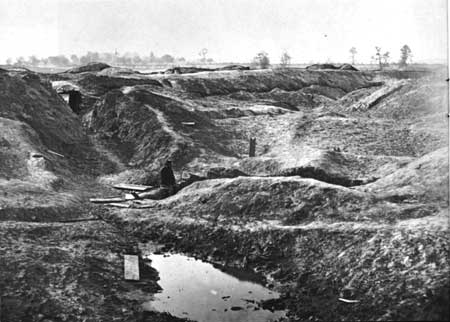
Imagen del cráter en 1865

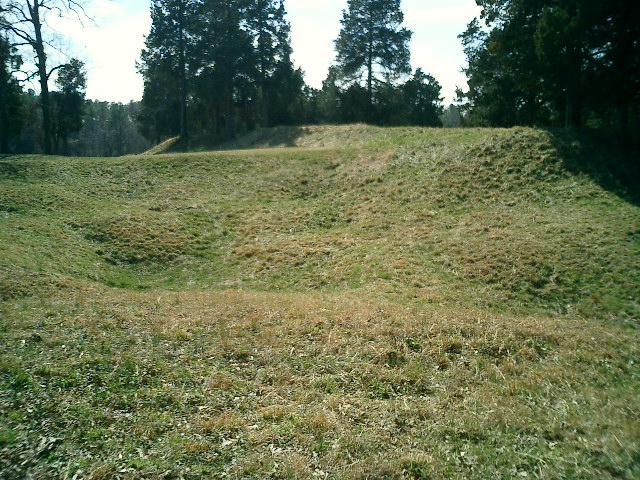
Imagen del cráter en el 2004

La batalla del Cráter fue una batalla de la guerra civil estadounidense y parte del asedio de Petersburg. La batalla terrestre tuvo lugar en Virginia el 30 de julio de 1864, entre el Ejército Confederado del Norte de Virginia, comandado por el general Robert E. Lee, y el Ejército de la Unión del Potomac, comandado por el general de división George G. Meade (bajo la supervisión directa del general en jefe de las tropas de la Unión, el teniente general Ulysses S. Grant).

## Antecedentes
Dos semanas después de que las fuerzas de la Unión llegaron para sitiar a los defensores confederados de Petersburg, las líneas de batalla de ambos bandos se habían asentado en un punto muerto. Desde la batalla de Cold Harbor el general Ulysses S. Grant se mostró reacio a organizar un ataque frontal contra confederados bien atrincherados y, a fines de junio, las líneas de Grant cubrían la mayoría de las rutas orientales hacia Petersburg, pero ninguna de las partes parecía dispuesta a arriesgarse a un movimiento ofensivo.
Parte de la línea de la Unión estaba a cargo del Noveno Cuerpo del general Ambrose E. Burnside, que estaba compuesto de tres divisiones blancas y por una división afroamericana. Algunos de los hombres de Burnside eran mineros de carbón de Pensilvania, y esos hombres desarrollaron un plan para romper las líneas confederadas. Ellos harían un túnel subterráneo de 156 m de largo y 15 m de profundidad, 0,91 m de ancho y 1,4 m de alto detrás de las líneas de la Unión hasta un punto debajo de una posición confederada. Tendría la forma de una "T" con una parte final de 23 m de ancho en ambos lados. Luego llenarían la mina con explosivos. Cuando se detonara, la explosión resultante destruiría una parte de las líneas rebeldes que podrían ser atacadas por la infantería. Entonces avanzarían por terreno abierto hasta controlar más allá de una colina, lo que partiría en dos a las tropas confederadas y así poder atacar desde allí Petersburg. Eso hubiese obligado a los confederados a evacuar la ciudad y con ello también Richmond. Esos hombres, que eran parte del regimiento 48 de Pensilvania bajo el mando de Henry Pleasants, se acercaron a Burnside con ese plan.

## La batalla

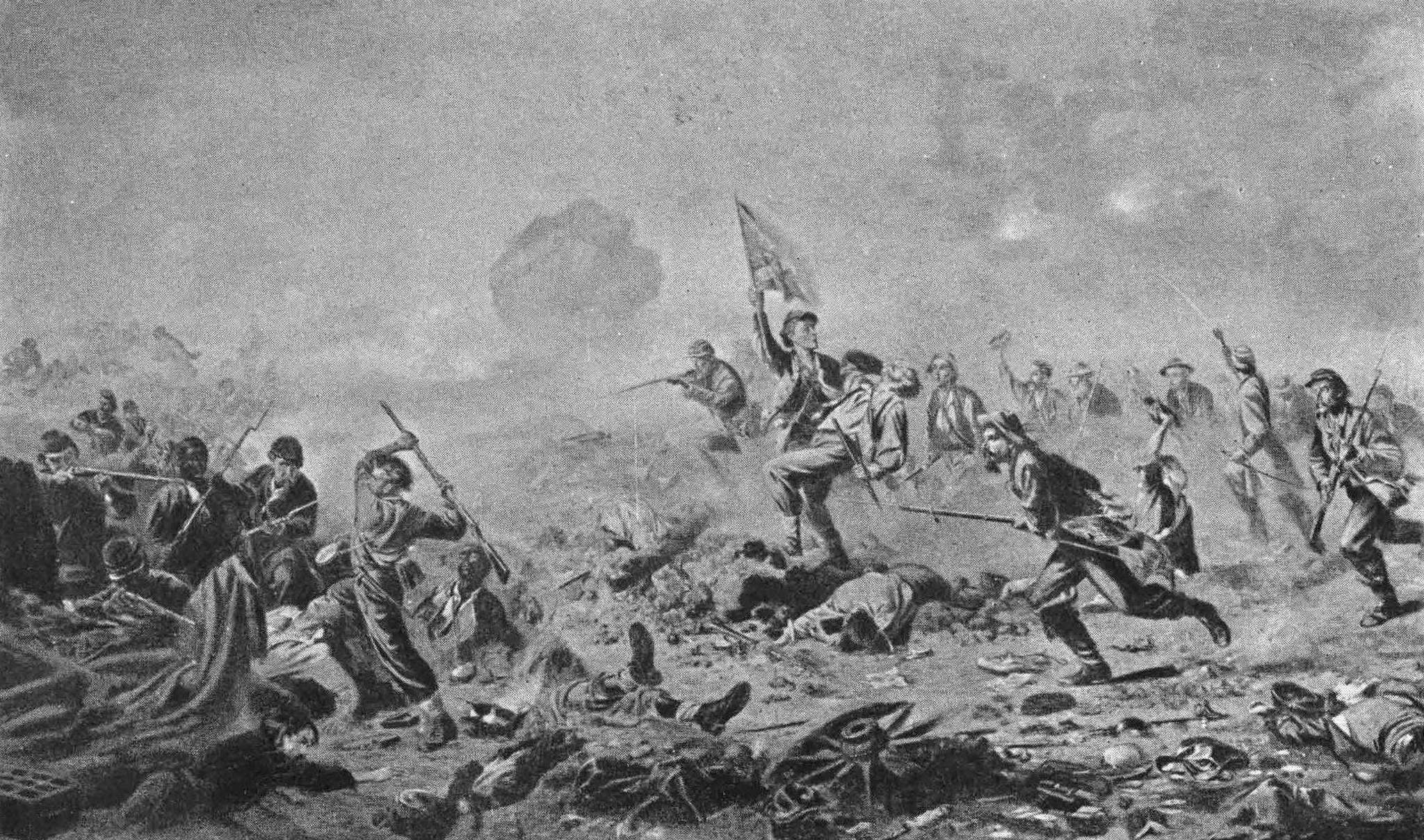
Arte de la batalla del Cráter.

El general Burnside y más tarde el general Grant, que quería actuar para contrarrestar acciones de los confederados comandados por Jubal Early en el valle Shenandoah, más al norte, contra Maryland y con ello contra sus líneas de aprovisionamiento en ese lugar, aceptaron ese plan. A partir del 25 de junio se cavó la mina bajo un fuerte llamado Elliot's Salient en las líneas fortificadas confederadas para encender allí 4 toneladas de pólvora. Ese trabajo terminó el 29 de julio. Mientras tanto, las tropas federales atacarían Deep Bottom en el norte del río James para distraer al general Lee. Cuando ese movimiento de distracción se llevó a cabo, y Lee actuó al respecto, Grant dio la orden de atacar.
A las 3:15 de la mañana del 30 de julio la mecha fue encendida, pero se apagó, por lo que tuvo que encenderse otra vez. El fuerte finalmente fue destruido el 30 de julio a las 4:45 de la mañana, en lo que se conoce como la batalla del Cráter. Los explosivos tuvieron el efecto deseado y 278 soldados confederados murieron al instante. Simultáneamente, la artillería de la Unión abrió fuego. Cuando las tropas llegaron luego al agujero se encontraron con un cráter de 51,82 m de largo, por 15,24 m de ancho y por 9,15 m de profundidad. Debido a la intervención de Meade, se ordenó a Burnside, solo unas horas antes del ataque de infantería, que no usara su división de tropas negras, que había sido entrenada especialmente para esta misión. Por ello se vio obligado a usar tropas blancas sin entrenamiento en su lugar. No podía decidir qué división elegir como reemplazo, por lo que hizo que sus tres comandantes subordinados lo echaran a la suerte.
La división elegida por casualidad fue la comandada por el general de brigada James H. Ledlie, quien no informó a los hombres sobre lo que se esperaba de ellos. Adicionalmente, Ledlie estaba borracho durante la batalla detrás de las líneas sin proporcionar liderazgo. Como consecuencia, los hombres de Ledlie cometieron el desastroso error de entrar en el enorme cráter en lugar de rodearlo, queriendo así encontrar seguridad en él durante el avance. Eso llevó a que quedasen atrapados en el cráter y fuesen sometidos a un nutrido fuego por parte de los confederados alrededor del borde dirigidos por el general Mahone, que había sido enviado por Lee cuando se enteró de la explosión a través del general P.G.T. Beauregard, que defendía el lugar, lo que resultó en muy altas bajas para la Unión. También los ataques en los flancos, cometidas por las otras dos divisiones blancas para distraer a las fuerzas confederadas allí, fueron, aunque de forma prevista, detenidos.  
En un último intento de revertir la situación, Burnside envió la división afroamericana, pero ellos ya no pudieron cambiar las cosas bajo esa situación caótica dentro del cráter y por el posicionamiento de las tropas confederadas alrededor de él. Al mediodía, a bayoneta calada, los confederados hicieron finalmente su última carga y a los soldados atrapados nos les quedó más salida que huir en estampida hacia sus líneas, mientras que los que se quedaban, fueron masacrados. Sobre todo los soldados afroamericanos fueron masacrados en ese acontecimiento para intimidar a otros, que eran esclavos en la Confederación.

## Consecuencias
La victoria confederada fue una derrota muy grande para los federales. Elevó temporalmente la moral de los confederados. También llevó a que la campaña de Petersburg se alargase por otros 8 meses, ya que Grant decidió no volver a atacar otra vez frontalmente y, en vez de ello, rodear a Petersburg por su flanco derecho, cortar las líneas de comunicación hacia el sur para luego atacar otra vez, y esta vez con éxito, el 2 de abril de 1865. Grant personalmente consideró el asalto «el asunto más triste que he presenciado en esta guerra». Mientras tanto, Grant y Meade enfocaron su furia en Burnside y Ledlie. Ledlie claramente eludió su deber, mientras que la falta de Burnside fue más sutil. No hay evidencia de que él supiera de la incompetencia de Ledlie, pero parece razonable decir que debería haberlo sabido. Su estilo de liderazgo fue imperdonable y en el Cráter eso contribuyó a su ruina. 
Burnside fue relevado del mando el 14 de agosto. Desde entonces nunca más fue llamado al servicio durante el resto de la guerra. Lo mismo ocurrió con Ledlie, que fue echado en diciembre. Finalmente, Ledlie renunció el 23 de enero de 1865, mientras que Burnside renunció a su comisión el 15 de abril de 1865. El Comité Conjunto sobre la Conducta de la Guerra del Congreso de los Estados Unidos exoneró más tarde a Burnside y atribuyó la culpa de la derrota de la Unión al general Meade por exigir que los hombres especialmente entrenados del USCT (Tropas de color de los Estados Unidos) fueran retirados en el último momento. Solo Pleasants salió de la batalla indemne y fue ascendido por su idea y su labor en su ejecución a general de brigada el 13 de marzo de 1865.

## Cultura popular
- Parte de la batalla fue descrita en la película Cold Mountain (2003).